# 索尔讷河畔梅西亚
索尔讷河畔梅西亚（法語：Messia-sur-Sorne，法語發音：[mesja syʁ sɔʁn]）是法国汝拉省的一个市镇，位于该省西部，省会隆斯勒索涅市区西南，属于隆斯勒索涅区。

## 地理
索尔讷河畔梅西亚（46°39'44"N, 5°30'44"E）面积2.69 平方千米，位于法国勃艮第-弗朗什-孔泰大區汝拉省，该省份为法国东部内陆省份，北起上索恩省，西北接科多尔省，西临索恩-卢瓦尔省，南至安省，东与杜省和瑞士接壤。
与索尔讷河畔梅西亚接壤的市镇（或旧市镇、城区）包括：库尔朗、热万热、希伊勒维尼奥布勒、库尔布宗、蒙莫罗。

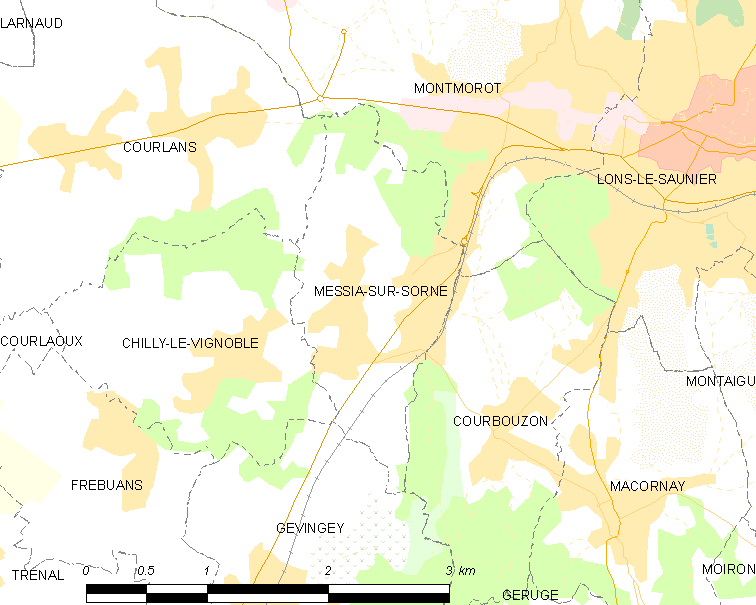
索尔讷河畔梅西亚的OSM定位图

索尔讷河畔梅西亚的时区为UTC+01:00、UTC+02:00（夏令时）。

## 行政
索尔讷河畔梅西亚的邮政编码为39570，INSEE市镇编码为39327。

## 政治
索尔讷河畔梅西亚所属的省级选区为隆斯勒索涅第二县。

## 人口

1962-2008年间索尔讷河畔梅西亚人口变化图示

索尔讷河畔梅西亚于2022年1月1日时的人口数量为891人。